# Edgar Page
Pour les articles homonymes, voir Page.
Edgar Page est un joueur britannique de hockey sur gazon (31 décembre 1884 – 12 mai 1956), membre de l’équipe olympique qui remporta la médaille d’or aux Jeux olympiques de Londres de 1908.